# Monumento al Respeto a Mehmetçik
El monumento "Respeto a los Mehmetçik" (en turco: Mehmetçiğe Saygı Anıtı) es un monumento en la península de Gallipoli, provincia de Çanakkale, Turquía. Está ubicado en el distrito de Eceabat de la provincia de Çanakkale en el extremo sur de las alturas de Albayrak dentro del sitio histórico de la península de Gallipoli, frente a la cala Anzac. Mehmetçik es un nombre común que se les da a los soldados en una guerra, similar a GI en los EE. UU.

## Historia
El monumento, creado por el escultor turco Tankut Öktem (1941-2007) en 1997, es una escultura de un soldado turco cargando a un oficial australiano. La escultura se basa en un evento de la campaña de Gallipoli de la Primera Guerra Mundial en el que un soldado otomano, después de izar una bandera blanca, llevó a un oficial australiano herido a las líneas australianas y regresó a las líneas otomanas antes de que se reanudaran los combates. También hay una inscripción de una declaración hecha por Lord Richard Casey, quien entonces era teniente y capitán de estado mayor de la 3.ª Brigada del ejército australiano, en la cual durante una visita a Turquía expresó su respeto por el ejército turco.